# 坂高麗左衛門
坂 高麗左衛門（さか こうらいざえもん）は、山口県萩市の萩焼窯元、坂窯の当主が代々襲名している、陶芸作家としての名跡である。当代は14世。
坂窯は、毛利輝元によって萩に連れてこられ、兄李勺光と共に萩焼を創始した朝鮮人陶工の李敬を初代としており、三輪休雪の三輪窯と共に萩藩の御用窯を務め、萩焼の本流を代々受け継いでいた家柄であった。毛利氏が萩に城を移した後、萩城下松本村に開窯、二代藩主毛利綱広より“高麗左衛門”の名を賜る。以来、初代より坂高麗左衛門と名乗り、2004年当時の坂窯当主、十二代高麗左衛門まで窯が継承された。しかし、十二代の坂高麗左衛門が2004年7月26日に会合の後、酩酊状態で自宅に戻ったあと、自宅からの転落事故による脳挫傷のため突然死去し、以後約7年坂高麗左衛門の名跡は空位だったが、2011年4月に十一代の四女（十二代の義妹）が十三代高麗左衛門を襲名することになった。女性が坂高麗左衛門の名跡を継承するのは史上初めてのことである。しかし、2014年11月18日に肺炎のため死去した。2022年6月23日、13世の長男・坂悠太が14世襲名。

## 歴代[2][3][4]
- 初代坂高麗左衛門（李敬、1568年 - 1643年）
- 二代坂助八（忠李、1615年 - 1668年）
- 三代坂新兵衛（忠順、1648年 - 1729年）
- 四代坂新兵衛（忠方、1683年 - 1748年）
- 五代坂助八（忠達、1722年 - 1769年）
- 六代坂新兵衛（忠清、1739年 - 1803年）
- 七代坂助八（忠之、1774年 - 1824年）
- 八代坂新兵衛（忠陶、1796年 - 1877年、号：翫土斎・松翁）
- 九代坂高麗左衛門（道輔、1849年 - 1921年、号：韓峯・韓岳）
- 十代坂高麗左衛門（秀輔、1890年 - 1958年、号：韓峯）
- 十一代坂高麗左衛門（信夫、1912年 - 1981年、号：韓峯）
- 十二代坂高麗左衛門（達雄、1949年 - 2004年、号：熊峰）
- 十三代坂高麗左衛門（純子、1952年 - 2014年）
- 十四代坂高麗左衛門（悠太、1988年 - )

## 十二代坂高麗左衛門 略歴
- 1949年 東京生まれ。
- 1976年 東京芸術大学絵画科日本画専攻卒業。
- 1978年 東京芸術大学大学院絵画科研究室修了。
- 1981年 11代坂高麗左衛門が1月13日に没。享年69。
- 1982年 11代坂高麗左衛門の息女、坂素子と結婚し養子となる。
- 1983年 京都工業試験場窯業科陶磁器研修生修了。
- 1984年 山口県萩市にて作陶を始める。
- 1987年 12代坂高麗左衛門襲名。
- 2004年7月26日に転落事故による脳挫傷のため死去。享年54。

## 十三代坂高麗左衛門 略歴
- 2011年 13代坂高麗左衛門襲名。
- 2014年11月18日に肺炎のため死去。享年62。